# Theridion ludekingi
Theridion ludekingi là một loài nhện trong họ Theridiidae.
Loài này thuộc chi Theridion. Theridion ludekingi được Tord Tamerlan Teodor Thorell miêu tả năm 1890.